# Luna Gevitz
Luna Nørgaard Gevitz (født 3. marts 1994) er en dansk fodboldspiller, forsvarsspiller, der spiller for Montpellier i den franske Division 1 Féminine og for Danmarks kvindefodboldlandshold. Hun har tidligere spillet for bl.a. Guingamp og Montpellier i den bedste franske liga og Fortuna Hjørring i Elitedivisionen.

## International karriere
Gevitz har spillet for alle ungdomslandshold fra U16 til U23 for Danmark. Hun fik sin debut på Danmarks A-landhold i juni 2014 i en 5–0 sejr over Israel i en kvalifikationskamp til VM i fodbold 2015. Hun blev indskiftet for Nanna Christiansen efter 69 minutter.
Hun blev udtaget til VM i fodbold 2023 i New Zealand/Australien.

## Klubkarriere
Efter at Gevitz havde startet sin seniorkarriere med IK Skovbakken, tilbragte hun 2012–13 sæsonen i Frankrig med Montpellier. Hun underskrev kontrakt med Fortuna Hjørring i august 2013, men en skade i ankelen udsatte hendes debut for hendes nye klub indtil marts 2014. I 2019 skiftede Gevitz til Avant De Guingamp i den bedste franske liga. 

## Hæder
- 2012 - Årets talent